# Diệp Quý Tráng
Diệp Quý Tráng (tiếng Trung: 叶季壮; Wade–Giles: Yeh Chi-chuang; 1893–1967) là một nhà cộng sản cách mạng và chính trị gia Trung Quốc có biệt danh là "Quản lý đỏ". Ông là người đứng đầu hậu cần của Hồng quân Trung Quốc trong thời gian Vạn lý Trường chinh và của tổng bộ Cộng sản Diên An trong Chiến tranh Trung-Nhật lần thứ 2. Năm 1945, ông là một trong ba sĩ quan đầu tiên được phong cấp bậc trung tướng ở Trung Quốc, cùng với Bành Chân và Trần Vân. Sau khi thành lập Cộng hòa Nhân dân Trung Hoa năm 1949, ông là Bộ trưởng Bộ Thương mại đầu tiên và sau đó là Bộ trưởng Ngoại thương cho đến khi ông qua đời vào năm 1967.

## Thuở nhỏ
Diệp Quý Tráng sinh năm 1893 trong một gia đình nông dân nghèo ở Tân Hưng, Vân Phù, Quảng Đông, Trung Quốc. Ông được nhận vào Trường Luật và Chính trị Quảng Đông năm 1912, và làm việc tại chính quyền địa phương ở Giang Môn và Tân Hưng sau khi tốt nghiệp vào năm 1914. Vào tháng 6 năm 1925, ông đã tổ chức Liên minh Giang Môn và tham gia cuộc đình công lớn ở Hồng Kông. Ông gia nhập Đảng Cộng sản Trung Quốc (CPC) vào cuối năm đó.

## Hồng quân và Vạn lý Trường chinh
Sau khi Tưởng Giới Thạch quay lưng lại với Cộng sản tại cuộc thảm sát ở Thượng Hải năm 1927, ông tham gia khởi nghĩa Quảng Châu (1927) và khởi nghĩa Bách Sắc (1929) do Đặng Tiểu Bình dẫn đầu. Ông là một đồng sáng lập của Thất quân của Hồng quân Trung Quốc và là Giám đốc Bộ Chính trị của nó. Sau khi Thất quân đến Giang Tây-Liên Xô, căn cứ Cách mạng Trung ương, ông được bổ nhiệm làm Trưởng phòng Hậu cần của Hồng quân.
Khi Vạn lý Trường chinh bắt đầu vào tháng 10 năm 1934, ông phụ trách hậu cần cho Hồng quân dưới những điều kiện cực kỳ khó khăn, khi lực lượng Cộng sản bị tấn công liên tục từ Trung Quốc Quốc dân Đảng và các đồng minh của nó. Trong hồi ký của mình, Dương Thượng Côn nhớ lại một bữa tiệc mà Diệp Quý Tráng chuẩn bị cho các sĩ quan ở Cáp Đạt Phố, Cam Túc, sau khi quân đội bị bỏ đói trong những ngày sau trận Lạp Tử Khẩu.
Sau khi Hồng quân đến Diên An một năm sau đó, ông trở thành người đứng đầu hậu cần của căn cứ mới ở đó, và của Bát lộ quân trong cuộc chiến tranh Trung-Nhật lần thứ hai. Thời gian này, ông được chính phủ Quốc dân đồng hóa cấp bậc Thiếu tướng Quốc dân Cách mệnh quân của Bát lộ quân. Ông làm việc về phát triển nông nghiệp, sản xuất, thương mại nước ngoài và chăm sóc y tế tại căn cứ Diên An, vốn đang bị phong tỏa kinh tế từ chính phủ Trung Quốc Quốc dân Đảng ở Trùng Khánh.

## Đông bắc Trung Quốc
Sau khi Nhật Bản đầu hàng vào năm 1945, cựu nhà nước bù nhìn Nhật Bản của Mãn Châu quốc ở Đông Bắc Trung Quốc đã trở thành một khu vực tranh chấp lớn giữa Trung Quốc Cộng sản Đảng và Trung Quốc Quốc dân Đảng. Để có thể đàm phán với các chỉ huy Liên Xô nắm giữ các cấp bậc quân sự, lãnh đạo Trung Cộng đã trao cho Bành Chân, Trần Vân và Diệp Quý Tráng cấp bậc Trung tướng, Ngũ Tu Quyền cấp Thiếu tướng, và hai cán bộ khác là Đoàn Tử Tuấn và Mạc Xuân Như (莫春如) cấp Thượng tá. Đây là lần đầu tiên CPC ban hành cấp bậc quân sự cao cấp trong Quân Giải phóng Nhân dân Trung Quốc. Ông phục vụ dưới quyền Trần Vân là người thừa hành Tài chính và Thương mại trong Chính phủ Nhân dân Đông Bắc.

## Cộng hòa nhân dân Trung Hoa
Với sự thành lập của Cộng hòa Nhân dân Trung Hoa vào tháng 10 năm 1949, ông được bổ nhiệm làm Bộ trưởng Thương mại đầu tiên của Trung Quốc. Vào tháng 8 năm 1952, bộ phận thương mại nước ngoài của Bộ đã được mở rộng sang Bộ Ngoại thương, và ông trở thành bộ trưởng Ngoại thương đầu tiên. Đó là một chức vụ lớn với nhiều lớp tổ chức, không chỉ phục vụ thương mại mà còn phục vụ chức năng ngoại giao. Ông là người đứng đầu bộ cho đến khi ông qua đời vào năm 1967. Nhiệm vụ chính của ông là phá vỡ lệnh cấm vận thương mại đối với Cộng sản Trung Quốc bởi Hoa Kỳ và các đồng minh của mình. Dưới sự lãnh đạo của Chu Ân Lai, ông đã phát triển quan hệ thương mại với các nước châu Á và châu Phi và ký kết thỏa thuận thương mại đầu tiên của Trung Quốc với Ceylon. Sau sự kiện chia rẽ Trung-Xô, ông đóng một vai trò quan trọng trong xuất khẩu của Trung Quốc để trả nợ của Liên Xô và cấp nguồn vốn mua ngũ cốc từ nước ngoài.
Ông bị đột quỵ vào năm 1961 khi ông đang trên một chuyến công tác chính thức tại Quảng Châu. Một cơn đột quỵ nghiệm trong khác vào năm 1964 đã làm ông bị liệt hẳn, và Lâm Hải Vân đã đảm nhận vai trò quyền bộ trưởng vào năm 1965. Đã ở trong tình trạng sức khỏe rất kém, ông bị hành hạ khi Cách mạng Văn hóa bắt đầu vào năm 1966. Ông bị ép buộc tội Đặng Tiểu Bình, nhưng ông từ chối. Khi ông nằm liệt giường, các bác sĩ của ông đã ngăn các Hồng vệ binh đưa ông đến các buổi đấu tranh, và vợ ông Mã Lộc Trinh bị bắt giữ.
Ông qua đời ngày 27 tháng 6 năm 1967, ở tuổi 74. Ông đã được phục hồi về mặt chính trị sau khi kết thúc Cách mạng Văn hóa.